# Rod Brown of the Rocket Rangers
Rod Brown of the Rocket Rangers ist eine US-amerikanische Science-Fiction-Fernsehserie, die von 1953/54 produziert und live gesendet wurde.

## Handlung
Im 22. Jahrhundert operieren die Rocket Rangers auf der Omega Base mit ihrem Raumschiff Beta. Ihre Hauptaufgabe ist die Bekämpfung von Invasoren und Weltraumpiraten.

## Produktionsgeschichte
Mit der Serie versuchte CBS an die ursprünglich von ihr produzierte Serie Tom Corbett, Space Cadet, anzuknüpfen, die an ABC verkauft worden war. Dazu wurden auch ehemalige Mitarbeiter der Serie angeworben sowie versucht, den Hauptdarsteller von Tom Corbett, Frankie Thomas, abzuwerben, was jedoch misslang.

## Kritik
Die Fernsehzeitschrift TV Guide kritisierte die Serie als relativ gewalttätig. Sie sei weder informativ (z. B. über Astronomie) noch unterhaltsam.
Rod Brown ran for 58 episodes and then disappeared from the air after fighting the usual assortment of killer robots, gigantic apes, space pirates and dinosaurs. What the show could not fight was the general perception tht it had nothing new to offer its viewers.
Lucanio/Coville, S. 174
Der Medienwissenschaftler Lincoln Geraghty sah in der Serie wie in ihren Vorbildern (neben Tom Corbett auch Space Patrol und Captain Video and His Video Rangers) ein Spiegelbild des Kalten Kriegs, in dem die US-amerikanische bzw. westliche Zivilisation ihre Überlegenheit über kommunistische Gesellschaften demonstriere.

## Überlieferung
Soweit bekannt, ist keine Episode erhalten geblieben, da live gesendet wurde und die Sendungen offenbar nicht aufgezeichnet wurden oder diese nicht überliefert sind.